# Trasmonte (Oroso)
Trasmonte (llamada oficialmente Santo Estevo de Trasmonte) es una parroquia española perteneciente al municipio de Oroso, en la provincia de La Coruña, Galicia.

## Entidades de población
Entidades de población que forman parte de la parroquia:
- Costa (A Costa)
- Estación Trasmonte (A Estación de Trasmonte o Garga)
- Fafián
- Empalme (O Empalme)
- Piñeiro
- Rial
- Burgao
- Cacheiros
- Cano (O Cano)
- Castro
- Cruz del Monte (Cruz do Monte)
- Esquipa (A Esquipa)
- Zan
- A Polveira

## Demografía
| Gráfica de evolución demográfica de Trasmonte entre 2000 y 2019 |
|                                                                 |
| Datos según el nomenclátor publicado por el INE.                |